# Selania leplastriana
Espèce
Synonymes
- Carpocapsa leplastriana Curtis, 1831[1]
- Ephippiphora gueriniana Duponchel, 1836[1]
- Grapholitha leplastriana (Curtis, 1831)[1]

Selania leplastriana est une espèce de lépidoptères (papillons) de la famille des Tortricidae.

## Description
Les imagos ont une envergure de 13 mm. Ils volent au mois de juillet et le jour.

## Répartition
Cette espèce est présente principalement au sud de l'Europe, à part les Balkans, en Afrique du Nord et au Proche-Orient. Elle fit cependant l'objet d'un recensement dans les Baléares en 2020.

## Parasitologie
La chenille fait une mine dans la tige et les pousses latérales ; les excréments sont expulsés à travers un trou dans la tige.
La chenille mine les plantes des espèces Brassica oleracea, Erysimum scoparium, Malcolmia et Moricandia arvensis.